# Louis-Nicolas Le Prince
Louis-Nicolas Le Prince, né vers 1637 et mort en novembre 1693 à Ferrières-Saint-Hilaire, est un compositeur français actif à Lisieux (Calvados) et à Ferrières-Saint-Hilaire (Eure).

## Biographie

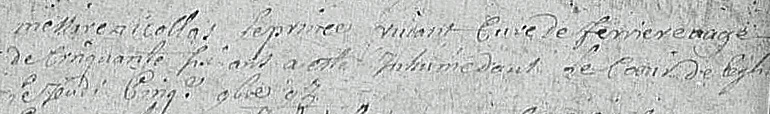
Acte de sépulture de Nicolas Le Prince, curé de Ferrières-Saint-Hilaire (5 novembre 1693).

L’édition de 1663 citée plus bas provient d’un certain Louis Le Prince et précise qu’à cette date il était prêtre, chapelain et maître de chapelle à la cathédrale Saint-Pierre de Lisieux, indication qu’on n'a pas de raison de mettre en doute même si on n’en connaît pour l’instant aucune confirmation par les archives. En 1671, une autre œuvre paraît sous le nom de « monsieur Le Prince, prestre, curé de l'eglise paroissiale S. Hylaire de Ferrieres, cy devant Me de la musique de la cathedralle de Lisieux ».
Cette référence commune à un emploi de maître de la cathédrale de Lisieux fait supposer qu’il s’agit du même compositeur (que nous nommerons donc a priori Louis-Nicolas). Le fait est qu’à partir de 1669, le registre des baptêmes, mariages et sépultures de la paroisse de Ferrières-Saint-Hilaire sont signés par un certain « Le Prince ». On y trouve aussi le 5 novembre 1693 la mention de l’inhumation de messire Nicolas Le Prince curé de Ferrières-Saint-Hilaire dans le chœur de l'église, âgé de 56 ans donc né vers 1637.

## Œuvres
- Missa sex vocum ad imitationem moduli Macula non est in te. Paris : Robert III Ballard, 1663. 2°, 20 f. Paris BNF (Mus.) : Rés F 755. RISM L 2031, Guillo 2003 n° 1663-H.
L’œuvre présente un contrepoint élaboré et épuré, sans aucune partie instrumentale. Son titre fait référence à la fête de l’Immaculée conception. Transcription par François George : Éditions du Centre de Musique Baroque de Versailles, 1995 (Cahiers de musique, 9). Étude dans George 1993.
- Airs spirituels sur la paraphrase de Laudate Dominum de cælis, à 3 v. et bc. Paris : Robert III Ballard, 1671. 4 vol. 4° obl. Guillo 2003 n° 1671-N.
Édition perdue, signalée par plusieurs sources (voir Guillo 2003). C’est Sébastien de Brossard qui donne la transcription la plus complète du titre : Airs spirituels sur la paraphrase de Laudate Dominum de cælis composes à trois voix pareilles et la basse-continüe par M. le Prince prestre, curé de l'église paroissiale S. Hylaire de Ferrieres, cy devant Me de la musique de la cathedralle de Lisieux... Becker précise quant à lui les initiales « L. N. »...

## Discographie
- Louis Le Prince, Missa Macula non est in te (avec des pièces d’autres compositeurs) - Le Concert spirituel, dir. Hervé Niquet (2013, Glossa GCD 921627).